# يوناس كاوفمان
يوناس كاوفمان (بالألمانية: Jonas Kaufmann)‏ (و. 1969  م) هو مغني أوبرا، ومغني، من ألمانيا، ولد في ميونخ.

## التعليم
تعلم في المدرسة العليا للموسيقى والمسرح بميونخ.

## جوائز
حصل على جوائز منها:
- وسام استحقاق جمهورية ألمانيا الاتحادية.[10]

## وصلات خارجية
- يوناس كاوفمان على موقع IMDb (الإنجليزية)
- يوناس كاوفمان على موقع الموسوعة البريطانية (الإنجليزية)
- يوناس كاوفمان على موقع مونزينجر (الألمانية)
- يوناس كاوفمان على موقع ألو سيني (الفرنسية)
- يوناس كاوفمان على موقع ميوزك برينز (الإنجليزية)
- يوناس كاوفمان على موقع أول ميوزيك (الإنجليزية)
- يوناس كاوفمان على موقع ديسكوغز (الإنجليزية)
- يوناس كاوفمان على موقع قاعدة بيانات الفيلم (الإنجليزية)
- يوناس كاوفمان على موقع كينوبويسك (الروسية)